# El Carmen (Tizayuca)
El Carmen es una localidad de México ubicada en el municipio de Tizayuca, en el estado de Hidalgo. Se ubica en valle de Tizayuca y pertenece a la Zona Metropolitana del Valle de México.
Esta localidad se encuentra conurbada a la localidad homónima de El Carmen el municipio de Hueypoxtla, estado de México.

## Geografía
Se encuentra en la región geográfica de la Cuenca de México (Valle de Tizayuca). Le corresponden las coordenadas geográficas 19° 53’ 04.866” de latitud norte y 98° 57’ 20.637” de longitud oeste, con una altitud de 2320 m s. n. m.
En cuanto a fisiografía se encuentra dentro de la provincia del Eje Neovolcanico, dentro de la subprovincia de Lagos y volcanes de Anáhuac; su terreno es de valle y llanura. En lo que respecta a la hidrografía se encuentra posicionado en la región del Pánuco, dentro de la cuenca del río Moctezuma, en la subcuenca de río Tezontepec. Cuenta con un clima semiseco templado.

## Demografía
En 2020 registró una población de 7029 personas, lo que corresponde al 4.18 % de la población municipal. De los cuales 3472 son hombres y 3557 son mujeres. Tiene 1698 viviendas particulares habitadas.
| Gráfica de evolución demográfica de El Carmen entre 1960 y 2020                              |
|                                                                                              |
| Población de los censos y conteos del Instituto Nacional de Estadística y Geografía (INEGI). |